# Nezavisna hrvatska država (glasilo, Berlin)
Nezavisna hrvatska država je bio hrvatski emigrantski polumjesečni list iz Berlina. Izlazio je prije toga u Zagrebu. Njemačko ime u impresumu je bilo Der unabhaengige kroatische Staat. 
Izlazio je od 1. lipnja 1933. do 1. listopada 1934. Bio je glasilom Hrvatskog domobrana. Branimir Jelić im je bio urednikom te Hans Duwensee. U impresumu se kao izdavač spominje A. Pavelić.
Nakon što su nacionalsocijalisti došli na vlast u Njemačkoj, ovom listu je bilo zabranjeno izlaženje, pa su njegovi izdavači izdavanje prebacili u Danzig, onda samostalnim gradom-državom. Zadnjih pola godine svog izlaženja su imali u Italiji. Zabranilo ih je nakon marseilleskog atentata.

## Vanjske poveznice i izvori
- [neaktivna poveznica] Aleksandar Stipan: Djelovanje ustaškog pokreta od osnutka do atentata u Marseilleu (3), str.25
- Katalog NSK